# 西达蒙
西达蒙，是西班牙加泰罗尼亚莱里达省的一个市镇。 总面积8平方公里，总人口586人（2001年），人口密度73人/平方公里。